# 토끼 보니
토끼 보니는 프레디의 피자가게 시리즈에 나오는 애니매트로닉스이다.
다른 애니매트로닉스들 보다 제일 먼저 움직이고 밤이 지날수록 점점 빠르게 움직인다. 많이 빠르다면 바로 경비실로 온다. 또한 이스터에그로 보니의 눈에서 흰자가 검은색으로 바뀐다.

## 등장 작품

### 프레디의 피자가게
- 토끼 보니 (Bonnie the Bunny)

### 프레디의 피자가게 2
- 토이 보니 (Toy Bonnie)
- 구형 보니 (Withered Bonnie)

### 프레디의 피자가게 4
- 나이트메어 보니 (Nightmare Bonnie)
- 잭 오 보니 (Jack-O-Bonnie)

### 프레디의 피자가게: 피자가게 시뮬레이터
- 락스타 보니 (Rockstar Freddy)

### 프레디의 피자가게: 헬프 원티드
- 보니 (Bonnie)

```
* 네온 보니 (Neon Bonnie)
```

- 토이 보니 (Toy Bonnie)
- 구형 보니 (Withered Bonnie)
- 나이트메어 보니 (Nightmare Bonnie)

## 같이 보기
- 프레디의 피자가게